# Лунив, Андрей Николаевич
Андрей Николаевич Лунив (укр. Андрій Миколайович Лунів; 27 ноября 1883, Любич Княжый, Королевство Галиции и Лодомерии, Австро-Венгрия — 22 февраля 1933, Борщёв, Тарнопольское воеводство, Второй Речи Посполитой (ныне Тернопольская область, Украина) — украинский правовед, общественный деятель, доктор права.

## Биография
Образование получил во Львовской академической гимназии и Львовском университете. До 1914 года работал помощником адвоката. После начала Первой мировой войны был мобилизован в австро-венгерскую армии, воевал в 89-м пехотном полку.
С ноября 1918 года — референт Государственного секретариата войсковых дел ЗУНР в Тернополе и Станиславе, вёл переговоры с представителями Директории Украинской Народной Республики по вопросам поставки вооружения для Украинской Галицкой армии. Впоследствии — сотник, начальник штаба 10-й Яновской бригады УГА, которая отличилась в Вовчуховской операции 1919 года и Чортковском наступлении 1919 года против польских войск. С февраля 1920 служил в Красной Украинской Галицкой армии. В апреле 1920 года был арестован чекистами и на некоторое время заключён в Одесской тюрьме.
В 1921 году вернулся в Галицию. Стал доктором права, открыл собственную адвокатскую контору в Борщёве. Участвовал в деятельности украинских общественных организаций, в частности 1921—1923 годах возглавлял филиал общества «Просвита», с 1926 года входил в повятовый комитет Украинского национально-демократического объединения (УНДО), с 1928 года — председатель наблюдательного совета повятового союза кооперативов. Член Научного общества им. Т. Шевченко с 1928 года.
Автор историко-краеведческих исследований о родном селе, брошюры «Большевики на Украине» (1930).
Трагически погиб.